# Jornada Mundial de la Joventut 2002
La Jornada Mundial de la Joventut de 2002 (JMJ2002) (en anglès, World Youth Day 2002; en francès, Journées mondiales de la jeunesse 2002) va ser un festival juvenil catòlic celebrat del 23 al 28 de juliol de 2002 a Toronto (Canadà). La Jornada Mundial de la Joventut és una celebració de la fe iniciada pel Papa Joan Pau II que se celebra a nivell internacional cada dos o tres anys, i la JMJ2002 va ser el desè esdeveniment d'aquest tipus. Tot i que la JMJ està dissenyada per a catòlics, atrau un nombre considerable de joves d'altres confessions i creences i es va presentar com una celebració multireligiosa de joves d'arreu del món.
Com que l'esdeveniment és en última instància una expressió de fe, i una expressió crítica de la fe és a través del servei als altres, la Jornada Mundial de la Joventut 2002 va comptar amb el suport d'uns 25.000 voluntaris; i uns 100.000 pelegrins van dedicar per iniciativa pròpia tres hores cadascun a un dels 750 projectes de serveis.
L'onatge de l'espiritualitat catòlica després de la Jornada Mundial de la Joventut de 2002 al Canadà va portar a l'establiment de la primera cadena nacional de televisió catòlica del Canadà, Salt + Light Television. El pare Thomas Rosica, qui va ser el director nacional i director general de la JMJ2002, també és el fundador i director general d'aquesta nova cadena de televisió.
Per tercera vegada (després de Buenos Aires 1987 i Denver 1993) es va celebrar la Jornada Mundial de la Joventut al continent americà.

## L'elecció de Toronto per Joan Pau II
El papa va anunciar la decisió d'organitzar la JMJ a Toronto durant l'Àngelus del 20 d'agost de 2000 celebrat a la gran esplanada de Tor Vergata al final de la Jornada Mundial de la Joventut 2000. Aquestes són les seves paraules:
| « | Abans de dissoldre aquesta gran i bella assemblea, vull anunciar que la propera Trobada Mundial de la Joventut tindrà lloc a Toronto, Canadà, a l'estiu del 2002. Com ara convido els joves del món a caminar cap a aquest objectiu. Adreço una salutació especial a la Delegació del Canadà, que ha volgut ser present en aquesta celebració per recollir el lliurament del futur compromís. Sobre ells i sobre l'encàrrec que assumeixo avui invoco la protecció de la Santíssima Verge. | » |

## Lema
El tema de l'acte va ser un fragment del sermó de Jesús al Mont de les Benaurances:	
| «            | Vosaltres sou la sal de la terra... sou la llum del món | » |
| — Mt 5,13-14 |                                                         |   |

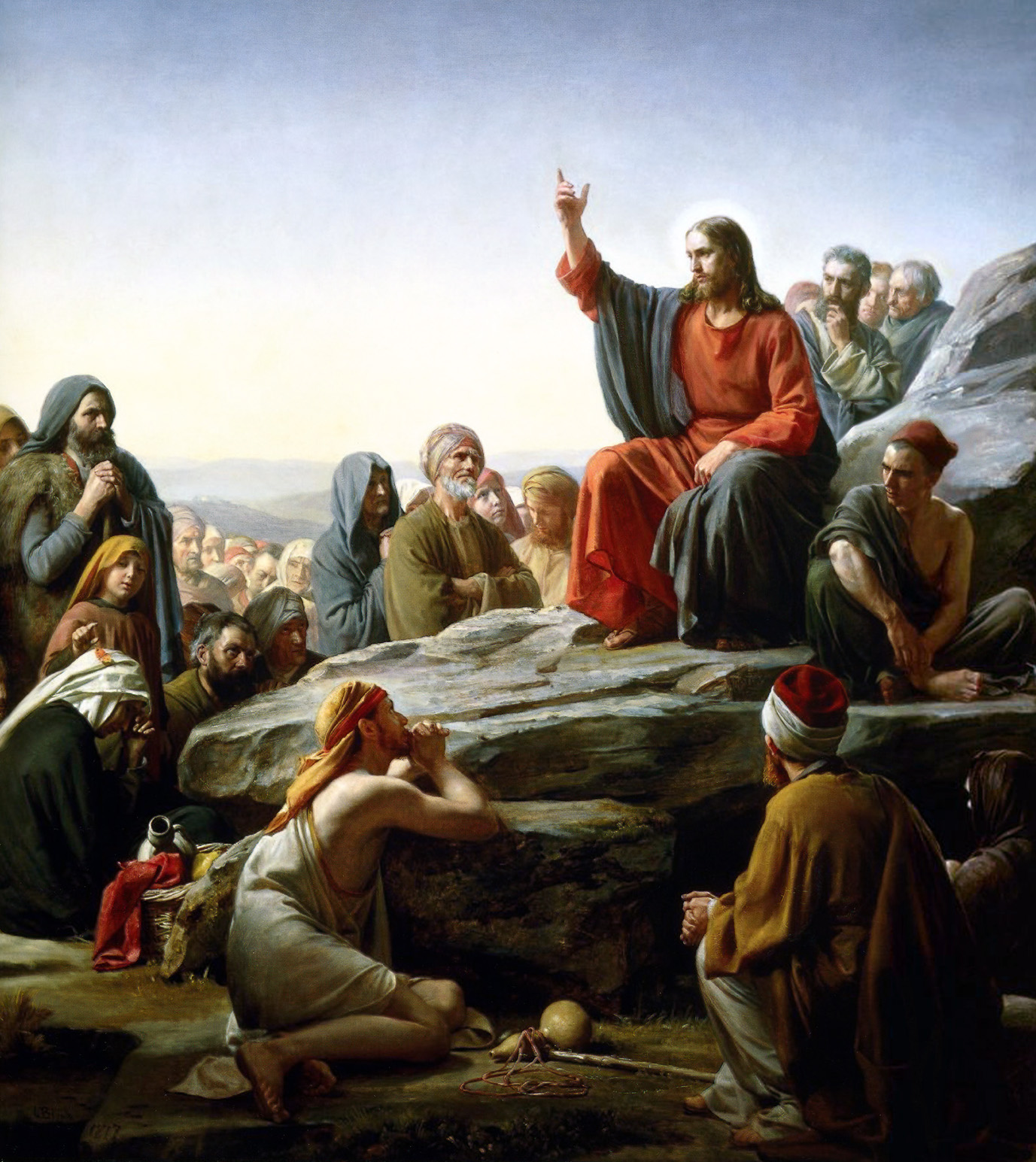
El Sermó de la Muntanya, per Carl Heinrich Bloch

## Esdeveniments
La Jornada Mundial de la Joventut va començar amb un programa previ a nombroses diòcesis canadenques.

### Del 18 al 21 de juliol
Del 18 al 21 de juliol, per primera vegada els convidats internacionals també van ser convidats a allotjar-se en 35 diòcesis de tot Canadà (la majoria a Mont-real i Quebec). D'aquesta manera van viure la cultura local. També realitzaven activitats socials a les ciutats on residien. Van resar amb els joves canadencs, i van organitzar festes i concerts.

### Dilluns, 22 de juliol
Els joves pelegrins van arribar a la diòcesi canadenca a Toronto el 22 de juliol. S'allotjaven als allotjaments. Van tenir les primeres trobades amb els joves de la ciutat.

### Dimarts, 23 de juliol
L'inici oficial a Toronto va ser l'espectacle inaugural el dimarts 23 de juliol a les 16:00 hora local. L'arquebisbe de Toronto, el cardenal Aloysius Ambrozic, va celebrar la missa d'obertura a les 5 de la tarda a l'Exhibition Place, una zona d'exposicions prop del llac Ontario. En aquesta ocasió, l'arquebisbe va donar la benvinguda a la ciutat als joves de les altres diòcesis canadenques i de les diferents nacions. Després de la missa hi va haver un concert on van actuar artistes canadencs.

### Dimecres, 24 de juliol
Al matí va començar la catequesi a més de 100 esglésies i sales de la ciutat, dirigides per bisbes d'arreu del món. El lema d'aquesta jornada va ser: «Vosaltres sou la sal de la terra» (Mt 5,13)
Va començar a les 14 h al Coronation Park, una agradable zona boscosa a la vora del llac Ontario (rebatejada per l'ocasió Duc a Altum Park), un gran espai on es va poder pregar davant la Creu de la JMJ i confessar gràcies a un Servei de Reconciliació, possible gràcies a una gran presència de sacerdots de diferents llengües. També es va dedicar una zona del parc a l'adoració eucarística. A la tarda es va inaugurar el Festival de la Joventut, on van trobar espai per a un panorama variat d'experiències artístiques, culturals i espirituals basades en la vida i la fe de joves d'arreu del món; Al Recinte Exhibició es van organitzar exposicions, vetlles, concerts, taules rodones, pel·lícules, balls i esdeveniments teatrals.
A l'Amfiteatre Molson de Toronto, hi va haver una trobada entre italians i joves italians, molts al Canadà. Entre els artistes presents hi havia Antonella Ruggiero, Paolo Vallesi, Ceppe Cantarelli, Massimo Varini Trio, Lisa, Hope Music Group i Anna Tatangelo.
Per primera vegada es van incloure a la Festa de la Joventut alguns projectes d'assistència social, per permetre als joves pelegrins passar unes hores del seu temps al servei dels més necessitats i forjar nous vincles de solidaritat amb la comunitat que els va acollir.

### Dijous, 25 de juliol
El papa va arribar a Toronto el dijous 25 de juliol i va ser rebut amb un acte de benvinguda al parc d'exposicions.
Les catequesis van continuar seguint el lema: «Vosaltres sou la llum del món» (Mt 5,14).
Al vespre va continuar la Festa de la Joventut. Mentrestant, el servei de conciliació del Duc continuava a l'Altum Park.

### Divendres, 26 de juliol
Durant la jornada les catequesis van acabar seguint el tema: «Deixeu-vos reconciliar amb Déu» (2Co 5,20).
Al vespre, es va celebrar una Via Crucis a University Avenue, una de les artèries principals del centre de Toronto. El Camí de la Creu, iniciat per Nathan Philip Square (seu de l'edifici municipal) va arribar en processó al Royal Ontario Museum passant també per davant de la Universitat, els principals hospitals i la seu del parlament provincial. El servei de reconciliació de Duc va continuar a Altum Park. La Festa Major de la Joventut va acabar al vespre.

### Dissabte, 27 de juliol
Durant el matí va tenir lloc la missa pels pelegrins a les esglésies de Toronto.
Durant tot el dia es va dur a terme el pelegrinatge a peu (amb una distància de 6 a 10 km) cap a Downsview Park, lloc de la vetlla, antic aeroport militar amb les seves 260 hectàrees, el parc urbà més gran del Canadà.
A les 19.30h ha començat la vetlla amb el Papa. Els joves van passar la nit a l'aire lliure al lloc en adoració al Santíssim Sagrament.

### Diumenge, 28 de juliol
L'acte de clausura va consistir en les vetlles, la posterior pernocta i la fira de cloenda, es va utilitzar el Downsview Park d'aproximadament 105 Ha. A l'antic camp d'aviació militar, el Papa Joan Pau II a primera hora del matí va celebrar l'última Santa Missa. El nombre de participants arriba a les 800.000 persones.
Com a part de l'acte final, el Papa va anunciar que la propera Jornada Mundial de la Joventut 2005 tindrà lloc a Colònia. En una crida, es va dirigir després als joves de parla alemanya:
| «                  | Estimats joves alemanys! És especialment important per a vosaltres mantenir viu l'esperit de la Jornada Mundial de la Joventut de cara a la trobada de Colònia l'any 2005. Uniu-vos a una civilització d'amor i justícia! Sigueu vosaltres mateixos un exemple brillant que condueixi molts altres al regne de Crist, el regne de la veritat, la justícia i la pau. | » |
| — Papa Joan Pau II | |   |

## Jornades de la Diòcesi
| «                  | Ets jove, i el Papa és vell, 82 o 83 anys de vida no són el mateix que 22 o 23. Però el Papa encara s'identifica plenament amb les teves esperances i aspiracions... He vist prou proves per estar inquebrantablement convençut que no dificultat, cap por és tan gran que pugui sufocar completament l'esperança que brolla eterna en el cor dels joves. Vosaltres sou la nostra esperança, els joves són la nostra esperança. | » |
| — Papa Joan Pau II | |   |

També va ser l'última Jornada Mundial de la Joventut del Papa Joan Pau II.
La Jornada Mundial de la Joventut de 2002 va consolidar les Jornades de la Diòcesi, celebrades a diverses diòcesis (la majoria a Mont-real, Quebec i London), com a component principal que condueix a les celebracions de la JMJ.
L'escala és massiva: les Jornades de la Diòcesi va implicar la participació de 35 de les 72 diòcesis del Canadà. Els actes de diverses comunitats van acollir pelegrins d'arreu del món amb música, oracions i sessions catequístiques.
Les celebracions de la Jornada Mundial de la Joventut durant una setmana van incloure l'ús d'unes 129 esglésies catòliques i 7 sales a Exhibition Place, 10 escenaris (així com el Downsview Park i 5 parcs més a Toronto), 30 seminaris, 10 experiències d'oració, 300 vocacions o de servei d'exposicions col·lectives, i 10 tertúlies culturals.

## L'última JMJ de Joan Pau II
Amb el deteriorament de la salut, es va especular que el Papa no podria assistir a les celebracions.
Quan va arribar, va agrair als nivells local, provincial i federal del govern canadenc el suport a la idea d'acollir la JMJ. Va recordar els seus anteriors viatges apostòlics al país i va reconèixer que no tenia la mateixa força física que abans.
El Papa Joan Pau II va participar present en tots els esdeveniments importants de la setmana. Tot i que no va poder participar en persona, sí que va veure la Via Crucis de divendres a través de la cobertura televisiva de la CBC.
Va dirigir la vetlla del dissabte al vespre i va presidir la Santa Missa del diumenge, pronunciant una homilia centrada en confiar el futur de l'Església als joves.

## Himne
La cançó principal, Lumière du monde (La Llum del Món) va ser composta pel pare Robert Lebel, un sacerdot del Quebec i un conegut compositor de música religiosa en llengua francesa; i traduït a l'anglès pel bisbe Paul-André Durocher. Es van publicar quatre versions oficials de la següent manera:
- Lumière du monde (internacional) - amb un cor anglès/francès, i quatre versos en francès, anglès, castellà i italià, respectivament.
- Light of the World (anglès)
- Lumière du monde (francès)
- Lumière du monde (instrumental)

Les cançons es van publicar en un CD oficial de dos discos titulat Lumière du Monde/Light of the World, publicat per Oregon Catholic Press (OCP). L'àlbum comptava amb bandes com Critical Mass, Susan HooKong Taylor, Janelle i Jesse Manibusan, entre d'altres.
També es van publicar altres versions en idiomes localitzats que inclouen les següents versions xineses publicades per Photon Distribution, Inc. al disc titulat The Way 4 - Light of the World:
- Light of the World (粤話版) - amb versos en cantonès i un cor anglès/cantonès traduït per «l'Equip de traducció al cantonès de la cançó temàtica del Dia Mundial de la Joventut 2002» i cantat per Tony Leung i Agnes Tao.
- Light of the World (國話版) - amb traduccions al mandarí de Kevin Cheung; cantada per Ricky Cheung i Martina Lee.
- Light of the World (instrumental xinès) - arranjat per James Ng amb instruments musicals xinesos.

## Assistència
A aquests actes hi va assistir una multitud de més de 800.000 a 850.000 joves d'arreu del món, una presència per sota de les expectatives, principalment pel conflicte internacional que havia sacsejat Amèrica i especialment els Estats Units d'Amèrica després de l'atac de l'11 de setembre de 2001.
Un dels resultats de la JMJ a sòl canadenc va ser la creació de Salt + Light Television, una cadena de televisió catòlica bilingüe emesa a tot el país que produeix diversos programes originals tant en anglès com en francès. El pare Thomas Rosica, qui va ser el director nacional de la Jornada Mundial de la Joventut 2002, és també el fundador i director executiu d'aquest canal de televisió.

## Sants i beats d'aquest acte
- St. Agnès de Roma
- St. Pedro Calungsod
- St. Josephine Bakhita
- St. Teresa de Lisieux
- St. Kateri Tekakwitha
- Bt. Andrew de Phú Yên
- Bt. Pier Giorgio Frassati
- Bt. Marcel Callo
- Bt. Francesc de Paula Castelló Aleu